# براندون فيليبس
براندون فيليبس (بالإنجليزية: Brandon Phillips) هو لاعب كرة قاعدة أمريكي، ولد في 28 يونيو 1981 في رالي في الولايات المتحدة.

## وصلات خارجية
- براندون فيليبس على موقع دوري كرة القاعدة الرئيسي (الإنجليزية)
- براندون فيليبس على موقعبيزبول رفرنس.كوم (الدوري الرئيسي) (الإنجليزية)
- براندون فيليبس على موقعبيزبول رفرنس.كوم (الدوري الثانوي) (الإنجليزية)
- براندون فيليبس على موقع إي إس بي إن.كوم (أم.أل.بي) (الإنجليزية)
- براندون فيليبس على موقع مشجعي الرسوم البيانية (الإنجليزية)